# Joseph-Marie Verlinde
 (février 2023).
Pour les articles homonymes, voir Verlinde.
Joseph-Marie Verlinde, né Jacques Verlinde, est un prêtre catholique français, fondateur et prieur de la Famille de Saint-Joseph. 
Il commence à pratiquer la Méditation transcendantale dans les années 1970, puis part dans un ashram himalayen, où il connaît une « rencontre avec le Christ ». Il revient alors en France où il se tourne vers un ésotérisme christique, avant de revenir à la foi professée par l'Église catholique. 
Très critique envers le New Age et les « nouvelles religiosités », il multiplie les livres et les conférences sur le sujet et sur son expérience personnelle « pour que d'autres ne s'égarent pas dans des chemins sans issue ».

## Biographie

### Jeunesse
Éduqué dans la religion catholique, Jacques Verlinde affirme que sa foi n'était « pas suffisamment éclairée » pour pouvoir résister aux critiques de l'athéisme et du structuralisme qu'il eut à affronter durant ses études universitaires. 
Aussi en mai 68, alors qu'il prépare une thèse en chimie nucléaire, et que la contestation contre l'institution, la religion et le « dogme » est à son paroxysme, il marque sa rupture avec l'Église en cessant toute pratique religieuse. Il s'initie à la Méditation transcendantale (MT) puis devient le disciple de Maharishi Mahesh Yogi, qui réside au siège de l'Université MERU à Seelisbeg en Suisse alémanique, et l'accompagne dans ses déplacements. Il fait notamment un long séjour dans un ashram himalayen. Un jour, un Français se rend dans cet ashram très peu fréquenté par les occidentaux, et engage la conversation avec Jacques Verlinde. Au cours du dialogue, il lui demande « qui Jésus-Christ est devenu pour lui aujourd'hui » ? De manière totalement inattendue, cette question suscite une « rencontre bouleversante avec le Christ ressuscité », qui permet à J. Verlinde de « faire l'expérience de sa miséricorde ». Il décide alors de revenir en Europe pour se replonger dans la religion de son enfance.
De retour en France, il cherche à faire la synthèse de sa foi chrétienne retrouvée, avec ce qu'il a appris auprès de Maharishi. C'est ainsi qu'il adhère à une école ésotérique où il est amené à développer des « pouvoirs occultes ». Il affirme que ces pouvoirs lui sont donnés par des esprits - définis par les responsables de l'école comme des « anges guérisseurs ». Mais un jour, pendant la messe, lors de l'élévation de l'hostie, il entend ces esprits blasphémer honteusement la Présence réelle. Bouleversé, il rencontre le célébrant à la fin de la messe et lui raconte son expérience. Le prêtre ne semble pas étonné ; il s'avère être l'exorciste du diocèse.

### Conversion
Jacques Verlinde renonce alors à ces « pouvoirs » et entame un chemin de « guérison intérieure ». Il fait dix ans de séminaire dont six années d'études théologiques à l'Université grégorienne de Rome, et poursuit des études de philosophie à Louvain.[réf. nécessaire]
En 1983, il est ordonné prêtre pour le diocèse de Montpellier.[réf. nécessaire]

### Fondateur d'ordre religieux
Jacques Verlinde crée en 1990 la Famille de saint Joseph et en 1991 sa branche monastique. Il prend alors le nom de Joseph-Marie. Il est aujourd'hui prieur de la Communauté des moines et moniales de saint Joseph, qui est implantée à Saint-Joseph de Mont-Rouge, Puimisson, près de Béziers, ainsi qu'à Saint-Joseph de Mont-Luzin, Chasselay près de Lyon.
En 2002, le cardinal Lustiger confiait à Verlinde la prédication des Conférences de Carême de Notre-Dame de Paris, lui demandant une réflexion sur les nouvelles religiosités véhiculées par le mouvement du Nouvel Âge.[réf. nécessaire]
Après avoir enseigné pendant quinze ans l'épistémologie et la philosophie de la nature à l'Université Catholique de Lyon, ainsi que la théologie fondamentale au séminaire de Ars, Joseph-Marie Verlinde prêche actuellement des retraites de lectio divina et anime des sessions de formation - entre autres dans le domaine du discernement des nouvelles religiosités et des thérapies alternatives. Il publie également sur les grandes questions sociétales contemporaines - telles que la théorie du genre, l'écologisme, l'eugénisme - afin d'aider les croyants à se forger sur ces questions une opinion qui soit cohérente avec leur foi.[réf. nécessaire]
En septembre 2013, son archevêque Pierre-Marie Carré lui a confié la charge curiale de la paroisse Saint-Martin de la Coquillade, comptant dix-neuf clochers, dont celui de Puimisson. À partir de septembre 2015, il est en outre curé de la paroisse Notre-Dame des Lumières (Bédarieux, Lamalou).
En 2011, Joseph-Marie et sa communauté ont entrepris la construction d'un monastère à Saint-Joseph de Mont-Rouge (Puimisson), selon les principes architecturaux anciens de construction des abbayes cisterciennes et faisant appel aux dons à travers un vidéo-clip humoristique,.
Chaque mois, Verlinde anime le « cycle Bêta » destiné aux chrétiens désirant approfondir leurs connaissances de la foi catholique : Joseph-Marie répond aux questions que lui posent les personnes présentes au monastère et à celles que lui envoient les internautes. Ces échanges sont ensuite diffusés sur la chaîne YouTube de la Famille de saint Joseph.
En mai 2016, la Famille de saint Joseph dont il est prieur fête les 50 ans du pèlerinage de saint Joseph, avec une messe présidée par Pierre-Marie Carré.

## Ouvrages
- L'Expérience interdite, Éditions Saint Paul, 1998
- Un amour trois fois saint, Éditions Saint Paul, 1999
- Quand le voile se déchire (témoignage tome 2), Éditions Saint Paul, 2000
- Prêtre pour le troisième millénaire, Éditions Saint Paul, 2001
- La déité sans nom et sans visage (témoignage tome 3), Éditions Saint Paul, 2001
- Musulmans et chrétiens; appelés à vivre ensemble, Éditions Atelier Saint Joseph, 2001
- Familles à vos marques, Téqui, 2002
- Le christianisme jeunesse de l'Europe, Téqui, 2002
- Introduction à la Lectio Divina, Éditions Parole et Silence, 2002
- Le christianisme au défi des nouvelles religiosités, Presse de la renaissance, 2002
- Cent questions sur les nouvelles religiosités, Éditions Saint Paul, 2002
- Parcours de guérison intérieure à l'écoute de la Parole, t. I, Presse de la renaissance, 2003
- L'anneau et la couronne, t. I : Nous avons vu se lever son étoile, Parole et Silence, 2003
- L'anneau et la couronne, t. II : Revenez à moi de tout votre cœur, Parole et Silence, 2004
- Parcours de guérison intérieure à l'écoute de la Parole, t. II, Presse de la renaissance, 2005
- L'anneau et la couronne, t. III : Il est vraiment ressuscité, Parole et Silence, 2005
- L'anneau et la couronne, t. IV : Viens, suis-moi, Parole et Silence, 2005
- Les Impostures antichrétiennes - des apocryphes au Da Vinci Code, Presse de la renaissance, 2006
- L'anneau et la couronne, t. V : Demeurez dans mon amour, Parole et Silence, 2008
- L'anneau et la couronne, t. VI : Allez vous aussi à ma vigne, Parole et Silence, 2009
- L'idéologie du gender, Le livre ouvert, 2012
- Avec toi Joseph, Le livre ouvert, 2012
- Avec G. de Christen, D. Picot, M. Lemoine et al., La place de saint Joseph dans la nouvelle évangélisation, Parole et Silence, 2012
- L'idéologie verte; les dérives de l'écologisme, Le livre ouvert, 2013
- L'eugénisme - l'éternel retour, Le livre ouvert, 2013
- L'eugénisme démocratique, Le livre ouvert, 2014
- L'euthanasie - du droit de vivre au devoir de mourir, Le livre ouvert, 2014
- Au cœur de l'Évangile : le Notre Père, Le livre ouvert, 2015
- La Fabrique Du Post-Humain, Le livre ouvert, 2015
- Joseph de Nazareth, Paris, Artège, 2024, 400 p. (ISBN 979-10-336-1493-7)

### Cinématographie
- L'expérience Interdite, film de François Lespès, 2007.
- Hindouisme, occultisme, un témoin raconte, Joseph-marie Verlinde, film de Jean-Daniel Jolly Monge, 1995.
- "Du gourou à Jésus", Père Joseph-Marie Verlinde, NetforGod, 2011.